# 대한민국의 보물 (1960년대 후반)

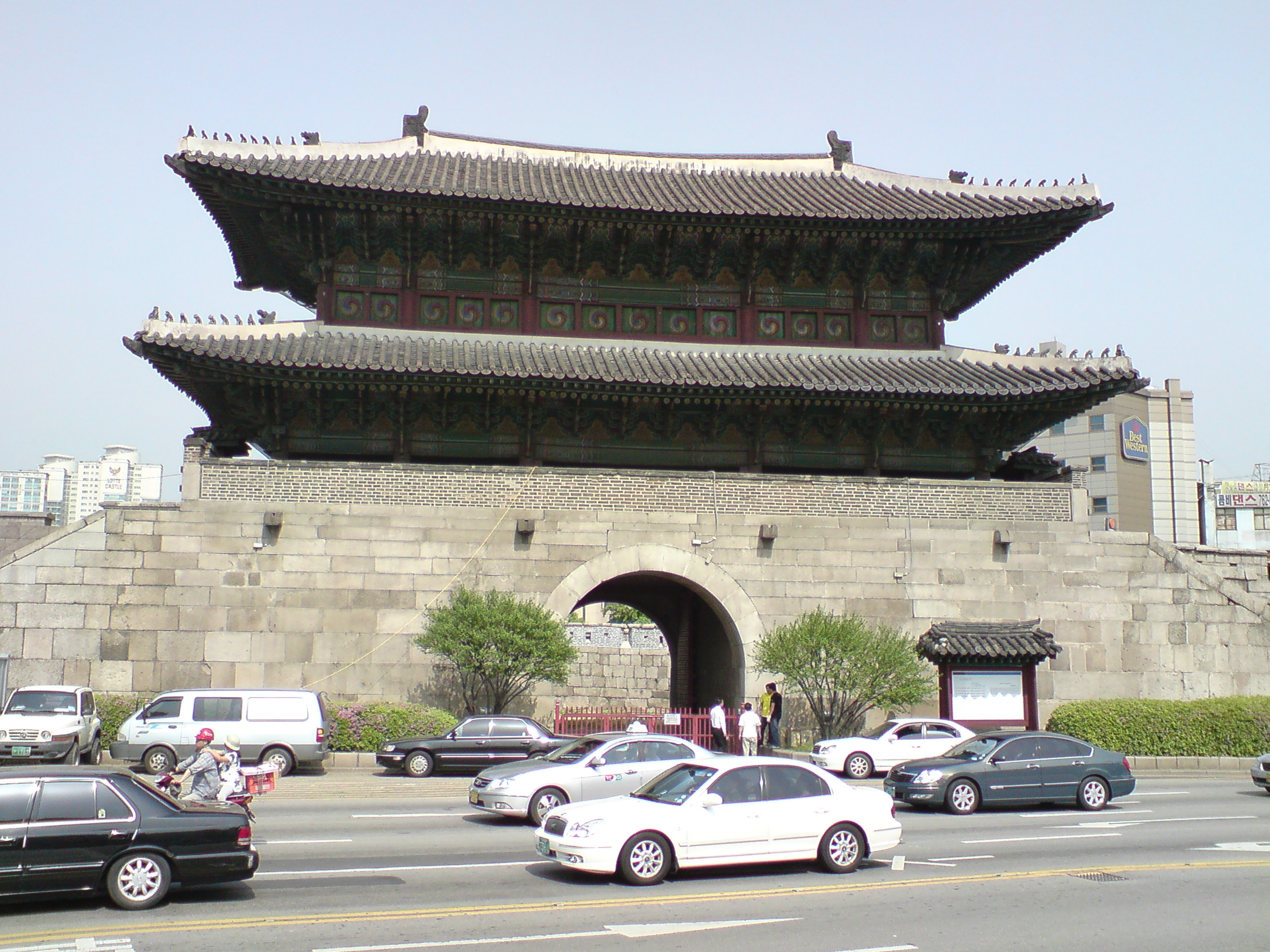
보물 제1호 흥인지문

대한민국의 보물(大韓民國 寶物)은 목조 건축물, 석조 건축물, 전적류, 서적류, 고문서, 회화, 조각류, 공예품, 고고자료, 무구(巫具) 등 대한민국의 유형문화재 가운데 중요한 것을 국가에서 지정한 것이다. 국보와 보물의 중요성과 가치 우열을 가리기는 어렵지만, 국보급의 문화재가 그 분야, 그 시대를 대표하는 유일무이한 것이라면 보물급에 속하는 문화재는 그와 유사한 문화재로서 대한민국 문화를 대표하는 유물이라고 할 수 있다.

## 지정 목록

### 1965년 지정
| 번호  | 사진 | 명칭 | 소재지                                                                          | 관리자 (단체)         | 지정일                                                        | 참조 |
| 415호 |      | 경주 기림사 건칠보살반가상 (慶州 祇林寺 乾漆菩薩半跏像) (Dry-lacquered Bodhisattva of Girimsa Temple, Gyeongju)                                                        | 경북 경주시 양북면 호암리 419 기림사                                            | 기림사                | 1965년 4월 1일 지정                                           |      |
| 416호 |      | 청자 투각고리문 의자 (靑磁 透刻連環文 墩) (Celadon Stools with Openwork Ring Design)                                                                                   | 서울 서대문구 이화여대길 52, 이화여자대학교박물관 (신촌동)                      | 이화여자대학교박물관  | 1965년 4월 1일 지정                                           |      |
| 417호 |      | 홍무정운역훈 권3~16 (洪武正韻譯訓 卷三~十六) (Hongmu jeongun yeokhun (Correct Rhymes from the Hongwu Reign with Korean Translation and Commentaries), Volumes 3-16)    | 서울 성북구 안암로 145, 중앙도서관 (안암동5가,고려대학교안암캠퍼스(인문사회계)) | 고려대학교 중앙도서관 | 1965년 4월 1일 지정                                           |      |
| 418호 |      | 제왕운기 (帝王韻紀) (Jewang ungi (Songs of Emperors and Kings)) | 경기 종로구 종로5길 68 (수송동)                                                 | 곽영대                | 1965년 4월 1일 지정                                           |      |
| 419호 |      | 삼국유사 권제3-5 (三國遺事 卷第三-五) | 경기 의왕시                                                                     | 곽영대                | 1965년 4월 1일 지정, 2003년 2월 3일 해제, 국보 제306호로 승격 |      |
| 420호 |      | 백장암청동은입사향로 (百丈庵靑銅銀入絲香爐) (Bronze Incense Burner with Silver-inlaid Design of Baekjangam Hermitage)                                                  | 전북 김제시 산내면 천왕봉로 447-76, 백장암 (대정리)                             | 금산사 성보박물관     | 1965년 7월 16일 지정                                          |      |
| 421호 |      | 남원 실상사 약수암 목각아미타여래설법상 (南原 實相寺 藥水庵 木刻阿彌陀如來說法像) (Wooden Amitabha Buddha Altarpiece at Yaksuam Hermitage of Silsangsa Temple, Namwon) | 전북 김제시 금산면 모악15길 1, 금산사 성보박물관 (금산리)                       | 금산사 성보박물관     | 1965년 7월 16일 지정                                          |      |
| 422호 |      | 남원 선원사 철조여래좌상 (南原 禪院寺 鐵造如來坐像) (Iron Seated Buddha of Seonwonsa Temple, Namwon)                                                                   | 전북 남원시 용성로 151, 선원사 (도통동)                                         | 선원사                | 1965년 7월 16일 지정                                          |      |
| 423호 |      | 남원 신계리 마애여래좌상 (南原 新溪里 磨崖如來坐像) (Rock-carved Seated Buddha in Singye-ri, Namwon)                                                                   | 전북 남원시 대산면 신계리 산18                                                  | 남원시                | 1965년 7월 16일 지정                                          |      |
| 424호 |      | 예천 청룡사 석조여래좌상 (醴泉 靑龍寺 石造如來坐像) (Stone Seated Buddha of Cheongnyongsa Temple, Yecheon)                                                             | 경북 예천군 용문면 선리 520-2                                                   | 청룡사                | 1965년 7월 16일 지정, 2010년 8월 25일 명칭 변경               |      |
| 425호 |      | 예천 청룡사 석조비로자나불좌상 (醴泉 靑龍寺 石造毘盧遮那佛坐像) (Stone Seated Vairocana Buddha of Cheongnyongsa Temple, Yecheon)                                       | 경북 예천군 용문면 선리 520-2                                                   | 청룡사                | 1965년 7월 16일 지정, 2010년 8월 25일 명칭 변경               |      |
| 426호 |      | 예천 동본리 삼층석탑 (醴泉 東本里 三層石塔) (Three-story Stone Pagoda in Dongbon-ri, Yecheon)                                                                          | 경북 예천군 예천읍 동본리 474-4                                                 | 예천군                | 1965년 7월 16일 지정, 2010년 12월 27일 명칭변경               |      |
| 427호 |      | 예천 동본리 석조여래입상 (醴泉 東本里 石造如來立像) (Stone Standing Buddha in Dongbon-ri, Yecheon)                                                                     | 경북 예천군 예천읍 동본리 474-4                                                 | 예천군                | 1965년 7월 16일 지정, 2010년 8월 25일 명칭 변경               |      |
| 428호 |      | 군위 인각사 보각국사탑 및 비 (軍威 麟角寺 普覺國師塔 및 碑) (Stupa of State Preceptor Bogak and Stele at Ingaksa Temple, Gunwi)                                        | 대구 군위군 고로면 삼국유사로 250, , 613-1 인각사 (화북리)                      | 인각사                | 1965년 9월 1일 지정, 2010년 12월 27일 명칭변경                |      |
| 429호 |      | 경산 불굴사 삼층석탑 (慶山 佛窟寺 三層石塔) (Three-story Stone Pagoda of Bulgulsa Temple, Gyeongsan)                                                                   | 경북 경산시 와촌면 강학리 산55-9                                                | 불굴사                | 1965년 9월 1일 지정, 2010년 12월 27일 명칭변경                |      |
| 430호 |      | 포항 보경사 승탑 (浦項 寶鏡寺 僧塔) (Stupa of Bogyeongsa Temple, Pohang)                                                                                               | 경북 포항시 북구 송라면 보경로 533, 보경사 (중산리)                             | 보경사                | 1965년 9월 1일 지정                                           |      |
| 431호 |      | 경산 팔공산 관봉 석조여래좌상 (慶山 八公山 冠峰 石造如來坐像) (Stone Seated Buddha at Gwanbong Peak in Palgongsan Mountain, Gyeongsan)                                 | 경북 경산시 와촌면 갓바위로81길 176-64, 선본사 (대한리)                         | 선본사                | 1965년 9월 1일 지정, 2010년 8월 25일 명칭 변경                |      |

### 1966년 지정
| 번호  | 사진 | 명칭 | 소재지                                         | 관리자 (단체)           | 지정일                                                          | 참조 |
| 432호 |      | 태안마애삼존불 (泰安磨崖三尊佛) | 충남 태안군 태안읍 동문리 817-2                | 태안군                  | 1966년 2월 28일 지정, 2004년 8월 31일 해제, 국보 제307호로 승격 |      |
| 433호 |      | 괴산 각연사 석조비로자나불좌상 (槐山 覺淵寺 石造毘盧遮那佛坐像) (Stone Seated Vairocana Buddha of Gagyeonsa Temple, Goesan)                        | 충북 괴산군 칠성면 각연길 451, 각연사 (태성리) | 각연사                  | 1966년 2월 28일 지정, 2010년 8월 25일 명칭 변경                 |      |
| 434호 |      | 부산 범어사 대웅전 (釜山 梵魚寺 大雄殿) (Daeungjeon Hall of Beomeosa Temple, Busan)                                                                | 부산 금정구 범어사로 250, 범어사 (청룡동)      | 범어사                  | 1966년 2월 28일 지정                                            |      |
| 435호 |      | 안성 봉업사지 오층석탑 (安城 奉業寺址 五層石塔) (Five-story Stone Pagoda at Bongeopsa Temple Site, Anseong)                                        | 경기 안성시 죽산면 죽산리 148-5                | 안성시                  | 1966년 2월 28일 지정, 2010년 12월 27일 명칭변경                 |      |
| 436호 |      | 창원 불곡사 석조비로자나불좌상 (昌原 佛谷寺 石造毘盧遮那佛坐像) (Stone Seated Vairocana Buddha of Bulgoksa Temple, Changwon)                       | 경남 창원시 성산구 대암로 55 (대방동)          | 불곡사                  | 1966년 2월 28일 지정, 2010년 8월 25일 명칭 변경                 |      |
| 437호 |      | 김회련 개국원종공신녹권 (金懷鍊 開國原從功臣錄券) (Certificate of Meritorious Subject Issued to Kim Hoe-ryeon)                                     | 전북 정읍시                                    | 도강김씨종중            | 1966년 2월 28일 지정                                            |      |
| 438호 |      | 김회련 고신왕지 (金懷鍊告身王旨) (Royal Edict of Appointment Issued to Kim Hoe-ryeon)                                                              | 전북 정읍시                                    | 도강김씨종중            | 1966년 2월 28일 지정                                            |      |
| 439호 |      | 양양 진전사지 도의선사탑 (襄陽 陳田寺址 道義禪師塔) (Stupa of Master Doui at Jinjeonsa Temple Site, Yangyang)                                      | 강원 양양군 강현면 둔전리 산1                  | 양양군                  | 1966년 2월 28일 지정, 2010년 12월 27일 명칭변경                 |      |
| 440호 |      | 통영 충렬사 팔사품 일괄 (統營 忠烈祠 八賜品 一括) (Eight Gifts from Ming Emperor in Chungnyeolsa Shrine, Tongyeong)                                | 경남 통영시 여황로 251, 충렬사 (명정동)        | 충렬사                  | 1966년 3월 4일 지정                                             |      |
| 441호 |      | 울산 태화사지 십이지상 사리탑 (蔚山 太和寺址 十二支像 舍利塔) (Stupa with Twelve Zodiac Animal Deities in Relief from Taehwasa Temple Site, Ulsan) | 울산 남구 두왕로 277(울산박물관 내)            | 울산박물관, 울산 남구청 | 1966년 3월 31일 지정, 2010년 12월 27일 명칭변경                 |      |
| 442호 |      | 경주 양동 관가정 (慶州 良洞 觀稼亭) (Gwangajeong House in Yangdong, Gyeongju)                                                                      | 경북 경주시 강동면 양동마을길 121-47 (양동리)  | 손동만                  | 1966년 4월 11일 지정                                            |      |
| 443호 |      | 속초 향성사지 삼층석탑 (束草 香城寺址 三層石塔) (Three-story Stone Pagoda at Hyangseongsa Temple Site, Sokcho)                                     | 강원 속초시 설악동 산24-2                      | 속초시                  | 1966년 8월 25일 지정, 2010년 12월 27일 명칭변경                 |      |
| 444호 |      | 양양 선림원지 삼층석탑 (襄陽 禪林院址 三層石塔) (Three-story Stone Pagoda at Seollimwon Temple Site, Yangyang)                                     | 강원 양양군 서면 황이리 424                    | 양양군                  | 1966년 9월 21일 지정, 2010년 12월 27일 명칭변경                 |      |
| 445호 |      | 양양 선림원지 석등 (襄陽 禪林院址 石燈) (Stone Lantern at Seollimwon Temple Site, Yangyang)                                                        | 강원 양양군 서면 황이리 424                    | 양양군                  | 1966년 9월 21일 지정, 2010년 12월 27일 명칭변경                 |      |
| 446호 |      | 양양 선림원지 홍각선사탑비 (襄陽 禪林院址 弘覺禪師塔碑) (Stele for Master Honggak at Seollimwon Temple Site, Yangyang)                             | 강원 양양군 서면 황이리 산89                   | 양양군                  | 1966년 9월 21일 지정, 2010년 12월 27일 명칭변경                 |      |
| 447호 |      | 양양 선림원지 승탑 (襄陽 禪林院址 僧塔) (Stupa at Seollimwon Temple Site, Yangyang)                                                                | 강원 양양군 서면 황이리 산89                   | 양양군                  | 1966년 9월 21일 지정, 2010년 12월 27일 명칭변경                 |      |

### 1967년 지정
| 번호  | 사진  | 명칭 | 소재지                                                                   | 관리자 (단체)      | 지정일                                                                       | 참조 |
| 448호 |       | 안동 봉정사 화엄강당 (安東 鳳停寺 華嚴講堂) (Hwaeomgangdang Lecture Hall of Bongjeongsa Temple, Andong)                               | 경북 안동시 서후면 봉정사길 222 (태장리)                                 | 봉정사             | 1967년 6월 23일 지정                                                         |      |
| 449호 |       | 안동 봉정사 고금당 (安東 鳳停寺 古金堂) (Gogeumdang Hall of Bongjeongsa Temple, Andong)                                               | 경북 안동시 서후면 봉정사길 222 (태장리)                                 | 봉정사             | 1967년 6월 23일 지정                                                         |      |
| 450호 |       | 안동 의성김씨 종택 (安東 義城金氏 宗宅) (Head House of the Uiseong Kim Clan, Andong)                                                  | 경북 안동시 임하면 경동로 1949-9 (천전리)                                | 김시우             | 1967년 6월 23일 지정                                                         |      |
| 451호 |       | 안동 태사묘 삼공신 유물 일괄 (安東 太師廟 三功臣 遺物 一括) (Relics Related to Three Meritorious Subjects in Taesamyo Shrine, Andong) | 경북 안동시                                                              | 태사묘관리위원회   | 1967년 6월 23일 지정                                                         |      |
| 452호 | 150px | 청자 구룡형 주전자 (靑磁 龜龍形 注子) (Celadon Ewer in the Shape of a Turtle-dragon)                                                  | 서울 용산구 서빙고로 137, 국립중앙박물관 (용산동6가)                     | 국립중앙박물관     | 1967년 6월 21일 지정                                                         |      |
| 453호 |       | 도기 녹유 탁잔 (陶器 綠釉 托盞) (Green-glazed Earthenware Cup with Stand)                                                             | 서울 용산구 서빙고로 137 (용산동6가, 국립중앙박물관)                     | 국립중앙박물관     | 1967년 6월 21일 지정                                                         |      |
| 454호 |       | 경주 노서동 금팔찌 (慶州 路西洞 金製釧) (Gold Bracelets from Noseo-dong, Gyeongju)                                                    | 서울 용산구 서빙고로 137, 국립중앙박물관 (용산동6가)                     | 국립중앙박물관     | 1967년 6월 21일 지정                                                         |      |
| 455호 |       | 경주 노서동 금귀걸이 (慶州 路西洞 金製耳飾) (Gold Earrings from Hwango-dong, Gyeongju)                                                | 서울 용산구 서빙고로 137, 국립중앙박물관 (용산동6가)                     | 국립중앙박물관     | 1967년 6월 21일 지정, 2018년 10월 30일 명칭변경                              |      |
| 456호 |       | 경주 노서동 금목걸이 (慶州 路西洞 金製頸飾) (Gold Necklace from Noseo-dong, Gyeongju)                                                 | 서울 용산구 서빙고로 137, 국립중앙박물관 (용산동6가)                     | 국립중앙박물관     | 1967년 6월 21일 지정                                                         |      |
| 457호 |       | 예천권씨 초간종택 별당 (醴泉權氏 草澗宗宅 別堂) (Detached Quarters of the Head House of the Yecheon Gwon Clan)                        | 경북 예천군 용문면 죽림길 37 (죽림리)                                    | 권영기             | 1967년 6월 23일 지정                                                         |      |
| 458호 |       | 쌍계사적묵당 (雙磎寺寂默堂) | 경남 하동군 화개면 운수리 207                                            | 쌍계사             | 1967년 6월 23일 지정, 1968년 12월 16일 해제, 경남 문화재자료 제46호로 재지정 |      |
| 459호 |       | 제천 장락동 칠층모전석탑 (堤川 長樂洞 七層模塼石塔) (Seven-story Stone Brick Pagoda in Jangnak-dong, Jecheon)                         | 충북 제천시 장락동 65-2                                                  | 제천시             | 1967년 6월 23일 지정, 2010년 12월 27일 명칭변경                              |      |
| 460호 |       | 유성룡 종가 유물 (柳成龍 宗家 遺物) (Relics Related to Ryu Seong-ryong’s Family)                                                      | 경북 안동시 풍천면 종가길 69, 영모각 (일부 국학진흥원 위탁보관) (하회리) | 영모각, 국학진흥원 | 1967년 7월 15일 지정                                                         |      |

### 1968년 지정
| 번호  | 사진 | 명칭 | 소재지                                                    | 관리자 (단체)     | 지정일                                                                  | 참조 |
| 461호 |      | 나주 철천리 마애칠불상 (羅州 鐵川里 磨崖七佛像) (Rock-carved Seven Buddhas in Cheolcheon-ri, Naju)                             | 전남 나주시 봉황면 철천리 산124-11                        | 나주시            | 1968년 6월 10일 지정, 2010년 8월 25일 명칭 변경                         |      |
| 462호 |      | 나주 철천리 석조여래입상 (羅州 鐵川里 石造如來立像) (Stone Standing Buddha in Cheolcheon-ri, Naju)                             | 전남 나주시 봉황면 철천리 산124-11                        | 나주시            | 1968년 6월 10일 지정, 2010년 8월 25일 명칭 변경                         |      |
| 463호 |      | 원주 흥법사지 진공대사탑비 (原州 興法寺址 眞空大師塔碑) (Stele for Buddhist Monk Jingong at Heungbeopsa Temple Site, Wonju)    | 강원 원주시 지정면 안창리 517-2                           | 원주시            | 1968년 7월 5일 지정, 2010년 12월 27일 명칭변경                          |      |
| 464호 |      | 원주 흥법사지 삼층석탑 (原州 興法寺址 三層石塔) (Three-story Stone Pagoda at Heungbeopsa Temple Site, Wonju)                   | 강원 원주시 지정면 안창리 517-2                           | 원주시            | 1968년 7월 5일 지정, 2010년 12월 27일 명칭변경                          |      |
| 465호 |      | 영천 신월리 삼층석탑 (永川 新月里 三層石塔) (Three-story Stone Pagoda in Sinwol-ri, Yeongcheon)                                | 경북 영천시 금호읍 금호로 360-29, 신흥사 (신월리)         | 신흥사            | 1968년 12월 19일 지정, 2010년 12월 27일 명칭변경                        |      |
| 466호 |      | 밀양 만어사 삼층석탑 (密陽 萬魚寺 三層石塔) (Three-story Stone Pagoda of Maneosa Temple, Miryang)                              | 경남 밀양시 삼랑진읍 만어로 776, 만어사 (용전리)          | 만어사            | 1968년 12월 19일 지정, 2010년 12월 27일 명칭변경                        |      |
| 467호 |      | 밀양 표충사 삼층석탑 (密陽 表忠寺 三層石塔) (Three-story Stone Pagoda of Pyochungsa Temple, Miryang)                           | 경남 밀양시 단장면 표충로 1334-9, 표충사 (구천리)         | 표충사            | 1968년 12월 19일 지정, 2010년 12월 27일 명칭변경                        |      |
| 468호 |      | 밀양 숭진리 삼층석탑 (密陽 崇眞里 三層石塔) (Three-story Stone Pagoda in Sungjin-ri, Miryang)                                  | 경남 밀양시 삼랑진읍 숭진리 412-1                         | 밀양시            | 1968년 12월 19일 지정, 2010년 12월 27일 명칭변경                        |      |
| 469호 |      | 구미 낙산리 삼층석탑 (龜尾 洛山里 三層石塔) (Three-story Stone Pagoda in Naksan-ri, Gumi)                                      | 경북 구미시 해평면 낙산리 837-4                           | 구미시            | 1968년 12월 19일 지정, 2010년 12월 27일 명칭변경                        |      |
| 470호 |      | 구미 도리사 석탑 (龜尾 桃李寺 石塔) (Stone Pagoda of Dorisa Temple, Gumi)                                                      | 경북 구미시 해평면 도리사로 526, 도리사 (송곡리)          | 도리사            | 1968년 12월 19일 지정, 2010년 12월 27일 명칭변경                        |      |
| 471호 |      | 양산 통도사 봉발탑 (梁山 通度寺 奉鉢塔) (Alms Bowl Pagoda of Tongdosa Temple, Yangsan)                                         | 경남 양산시 하북면 통도사로 108, 통도사 (지산리)          | 통도사            | 1968년 12월 19일 지정, 2010년 12월 27일 명칭변경                        |      |
| 472호 |      | 의령 보천사지 승탑 (宜寧 寶泉寺址 僧塔) (Stupa at Bocheonsa Temple Site, Uiryeong)                                             | 경남 의령군 의령읍 하리 산96-1,781-4                      | 의령군            | 1968년 12월 19일 지정, 2010년 12월 27일 명칭변경                        |      |
| 473호 |      | 산청 법계사 삼층석탑 (山淸 法界寺 三層石塔) (Three-story Stone Pagoda of Beopgyesa Temple, Sancheong)                          | 경남 산청군 시천면 지리산대로 320-292, 법계사 (중산리)    | 법계사            | 1968년 12월 19일 지정, 2010년 12월 27일 명칭변경                        |      |
| 474호 |      | 함양 벽송사 삼층석탑 (咸陽 碧松寺 三層石塔) (Three-story Stone Pagoda of Byeoksongsa Temple, Hamyang)                          | 경남 함양군 마천면 추성리 산18-1 벽송사                   | 벽송사            | 1968년 12월 19일 지정, 2010년 12월 27일 명칭변경                        |      |
| 475호 |      | 안동 소호헌 (安東 蘇湖軒) (Sohoheon House, Andong)                                                                             | 경북 안동시 일직면 소호헌길 2 (망호리)                    | 대구서씨종중      | 1968년 12월 19일 지정                                                   |      |
| 476호 |      | 금산사대적광전 (金山寺大寂光殿)                                                                                                | 전북 김제시 금산면 금산리 39                              | 금산사            | 1968년 12월 19일 지정, 1986년 12월 6일 화재로 소실, 1987년 1월 1일 해제 |      |
| 477호 |      | 이이 남매 화회문기 (李珥 男妹 和會文記) (Records of Property Inheritance of Yi I and His Siblings)                             | 서울 광진구 아차산로 263, 박물관 (화양동,건국대학교병원)  | 건국대학교 박물관 | 1968년 12월 19일 지정                                                   |      |
| 478호 |      | 갑사동종 (甲寺銅鐘) (Bronze Bell of Gapsa Temple)                                                                              | 충남 공주시 계룡면 갑사로 567-3, 갑사 (중장리)            | 갑사              | 1968년 12월 19일 지정                                                   |      |
| 479호 |      | 낙산사동종 (洛山寺銅鐘) | 강원 양양군 강현면 전진리 55 낙산사                       | 낙산사            | 1968년 12월 19일 지정, 2005년 4월 5일 화재로 소실, 2005년 7월 7일 해제  |      |
| 480호 |      | 합천 영암사지 삼층석탑 (陜川 靈岩寺址 三層石塔) (Three-story Stone Pagoda at Yeongamsa Temple Site, Hapcheon)                  | 경남 합천군 가회면 황매산로 637-97 (둔내리)               | 합천군            | 1968년 12월 19일 지정, 2010년 12월 27일 명칭변경                        |      |
| 481호 |      | 해남 윤씨 가전 고화첩 일괄 (海南 尹氏 家傳 古畵帖 一括) (Painting Albums of the Haenam Yun Clan)                               | 전남 해남군 해남읍 녹우당길 130 (연동리)                  | 고산 윤선도전시관 | 1968년 12월 19일 지정                                                   |      |
| 482호 |      | 윤선도 종가 문적 (尹善道 宗家 文籍) (Documents of Yun Seon-do’s Family)                                                        | 전남 해남군 해남읍 녹우당길 130 (연동리)                  | 고산 윤선도전시관 | 1968년 12월 19일 지정                                                   |      |
| 483호 |      | 윤단학 노비허여문기 및 입안 (尹丹鶴 奴婢許與文記 및 立案) (Documents Related to Slave Inheritance to Yun Dan-hak)              | 전남 해남군 해남읍 녹우당길 130 (연동리)                  | 고산 윤선도전시관 | 1968년 12월 19일 지정                                                   |      |
| 484호 |      | 김용 호종일기 (金涌 扈從日記) (Hojong ilgi (Diary of Royal Attendant) by Kim Yong)                                             | 경북 안동시 임하면 천전리 279                             | 김승태            | 1968년 12월 19일 지정                                                   |      |
| 485호 |      | 대성지성문선왕전좌도 (大成至聖文宣王殿坐圖) (Daeseong jiseong munseonwang jeonjwado (Confucius and His Disciples))             | 경북 영주시 순흥면 소백로 2740 (내죽리)                   | 소수서원          | 1968년 12월 19일 지정                                                   |      |
| 486호 |      | 영천 은해사 백흥암 수미단 (永川 銀海寺 百興庵 須彌壇) (Buddhist Altar at Baekheungam Hermitage of Eunhaesa Temple, Yeongcheon) | 경북 영천시 청통면 청통로 951-792, 은해사 백흥암 (치일리) | 은해사백흥암      | 1968년 12월 19일 지정                                                   |      |
| 487호 |      | 정탁초상 (鄭琢 肖像) (Portrait of Jeong Tak)                                                                                   | 경북 안동시 도산면 퇴계로 1997 한국국학진흥원             | 한국국학진흥원    | 1968년 12월 19일 지정                                                   |      |
| 488호 |      | 안성 칠장사 혜소국사비 (安城 七長寺 慧炤國師碑) (Stele for State Preceptor Hyeso at Chiljangsa Temple, Anseong)                | 경기 안성시 죽산면 칠장로 399-18, 칠장사 경내 (칠장리)    | 칠장사            | 1968년 12월 19일 지정, 2010년 12월 27일 명칭변경                        |      |
| 489호 |      | 합천 영암사지 귀부 (陜川 靈岩寺址 龜趺) (Tortoise-shaped Pedestal at Yeongamsa Temple Site, Hapcheon)                          | 경남 합천군 가회면 황매산로 637-97 (둔내리)               | 합천군            | 1968년 12월 19일 지정, 2010년 12월 27일 명칭변경                        |      |
| 490호 |      | 구미 금오산 마애여래입상 (龜尾 金烏山 磨崖如來立像) (Rock-carved Standing Buddha in Geumosan Mountain, Gumi)                   | 경북 구미시 금오산로 433-3 (남통동)                       | 구미시            | 1968년 12월 19일 지정, 2010년 8월 25일 명칭 변경                        |      |
| 491호 |      | 양산 용화사 석조여래좌상 (梁山 龍華寺 石造如來坐像) (Stone Seated Buddha of Yonghwasa Temple, Yangsan)                         | 경남 양산시 물금읍 원동로 199-133, 용화사 (물금리)        | 용화사            | 1968년 12월 19일 지정, 2010년 8월 25일 명칭 변경                        |      |
| 492호 |      | 구미 해평리 석조여래좌상 (龜尾 海平里 石造如來坐像) (Stone Seated Buddha in Haepyeong-ri, Gumi)                                | 경북 구미시 해평면 해평4길 86, 보천사 (해평리)            | 구미시            | 1968년 12월 19일 지정, 2010년 8월 25일 명칭 변경                        |      |
| 494호 |      | 정탁 문적 - 약포유고 및 고문서 (鄭琢 文籍 - 藥圃遺稿 및 古文書) (Documents of Jeong Tak)                                       | 경북 안동시 도산면 퇴계로 1997 한국국학진흥원             | 한국국학진흥원    | 1968년 12월 19일 지정                                                   |      |
| 495호 |      | 고성 옥천사 청동북 (固城 玉泉寺 靑銅金鼓) (Bronze Gong of Okcheonsa Temple, Goseong)                                           | 경남 고성군 개천면 연화산1로 471-9, 옥천사 (북평리)       | 옥천사            | 1968년 12월 19일 지정                                                   |      |
| 496호 |      | 화천 계성리 석등 (華川 啓星里 石燈) (Stone Lantern in Gyeseong-ri, Hwacheon)                                                   | 강원 화천군 하남면 계성리 594                             | 화천군            | 1968년 12월 19일 지정, 2010년 12월 27일 명칭변경                        |      |
| 497호 |      | 양양 오색리 삼층석탑 (襄陽 五色里 三層石塔) (Three-story Stone Pagoda in Osaek-ri, Yangyang)                                   | 강원 양양군 서면 약수길 132 (오색리)                      | 양양군            | 1968년 12월 19일 지정, 2010년 12월 27일 명칭변경                        |      |
| 498호 |      | 울진 구산리 삼층석탑 (蔚珍 九山里 三層石塔) (Three-story Stone Pagoda in Gusan-ri, Uljin)                                      | 경북 울진군 근남면 구산리 1494-1                          | 울진군            | 1968년 12월 19일 지정, 2010년 12월 27일 명칭변경                        |      |
| 499호 |      | 양양 낙산사 칠층석탑 (襄陽 洛山寺 七層石塔) (Seven-story Stone Pagoda of Naksansa Temple, Yangyang)                            | 강원 양양군 강현면 낙산사로 100, 낙산사 (전진리)          | 낙산사            | 1968년 12월 19일 지정, 2010년 12월 27일 명칭변경                        |      |
| 500호 |      | 하동 쌍계사 대웅전 (河東 雙磎寺 大雄殿) (Daeungjeon Hall of Ssanggyesa Temple, Hadong)                                         | 경남 하동군 화개면 쌍계사길 59, 쌍계사 (운수리)           | 쌍계사            | 1968년 12월 19일 지정                                                   |      |

### 1969년 지정
| 번호  | 사진 | 명칭 | 소재지                                               | 관리자 (단체)      | 지정일                                                                     | 참조 |
| 493호 |      | 밀양 무봉사 석조여래좌상 (密陽 舞鳳寺 石造如來坐像) (Stone Seated Buddha of Mubongsa Temple, Miryang)                                                     | 경남 밀양시 영남루1길 16-11, 무봉사 (내일동)         | 무봉사             | 1969년 6월 24일 지정, 2010년 8월 25일 명칭 변경                            |      |
| 501호 |      | 장계 홍패 및 장말손 백패·홍패 (張桂 紅牌 및 張末孫 白牌·紅牌) (Red Certificates Issued to Jang Gye and Red and White Certificates Issued to Jang Mal-son) | 경북 영주시                                          | 장덕필             | 1969년 2월 19일 지정                                                       |      |
| 502호 |      | 장말손초상 (張末孫 肖像) (Portrait of Jang Mal-son) | 경북 영주시                                          | 장덕필             | 1969년 2월 19일 지정                                                       |      |
| 503호 |      | 해남 명량대첩비 (海南 鳴梁大捷碑) (Monument for the Victory at Myeongnyang Battle, Haenam)                                                                | 전남 해남군 문내면 동외리 955-6                      | 이충무공유적보존회 | 1969년 6월 16일 지정, 2010년 12월 27일 명칭변경                            |      |
| 504호 |      | 영광 신천리 삼층석탑 (靈光 新川里 三層石塔) (Three-story Stone Pagoda in Sincheon-ri, Yeonggwang)                                                         | 전남 영광군 묘량면 묘량로2길 40-89 (신천리)          | 재단법인원불교     | 1969년 6월 16일 지정, 2010년 12월 27일 명칭변경                            |      |
| 505호 |      | 담양 객사리 석당간 (潭陽 客舍里 石幢竿) (Stone Flagpolein Gaeksa-ri, Damyang)                                                                             | 전남 담양군 담양읍 객사리 45                         | 담양군             | 1969년 6월 16일 지정, 2010년 12월 27일 명칭변경                            |      |
| 506호 |      | 담양 남산리 오층석탑 (潭陽 南山里 五層石塔) (Five-story Stone Pagoda in Namsan-ri, Damyang)                                                               | 전남 담양군 담양읍 남산리 342                        | 담양군             | 1969년 6월 16일 지정, 2010년 12월 27일 명칭변경                            |      |
| 507호 |      | 강진 무위사 선각대사탑비 (康津 無爲寺 先覺大師塔碑) (Stele for Buddhist Monk Seongak at Muwisa Temple, Gangjin)                                           | 전남 강진군 성전면 무위사로 308, 무위사 (월하리)     | 무위사             | 1969년 6월 16일 지정, 2010년 12월 27일 명칭변경                            |      |
| 508호 |      | 예산 삽교읍 석조보살입상 (禮山 揷橋邑 石造菩薩立像) (Stone Standing Bodhisattva in Sapgyo-eup, Yesan)                                                     | 충남 예산군 삽교읍 신리 산16                         | 예산군             | 1969년 6월 21일 지정, 2010년 8월 25일 명칭 변경                            |      |
| 509호 |      | 구례 논곡리 삼층석탑 (求禮 論谷里 三層石塔) (Three-story Stone Pagoda in Nongok-ri, Gurye)                                                                | 전남 구례군 구례읍 논곡리 산51-1                     | 구례군             | 1969년 6월 21일 지정, 2010년 12월 27일 명칭변경                            |      |
| 510호 |      | 칠곡 기성리 삼층석탑 (漆谷 箕聖里 三層石塔) (Three-story Stone Pagoda in Giseong-ri, Chilgok)                                                             | 경북 칠곡군 동명면 기성리 1028                       | 칠곡군             | 1969년 6월 21일 지정, 2010년 12월 27일 명칭변경                            |      |
| 511호 |      | 청주 계산리 오층석탑 (淸州 桂山里 五層石塔) (Five-story Stone Pagoda in Gyesan-ri, Cheongwon)                                                             | 충북 청주시 상당구 가덕면 계산리 산46-3              | 청주시             | 1969년 7월 18일 지정, 2010년 12월 27일 명칭변경, 2015년 9월 25일 명칭 변경 |      |
| 512호 |      | 충주 단호사 철조여래좌상 (忠州 丹湖寺 鐵造如來坐像) (Iron Seated Buddha of Danhosa Temple, Chungju)                                                       | 충북 충주시 충원대로 201, 단호사 (단월동)            | 단호사             | 1969년 7월 18일 지정                                                       |      |
| 513호 |      | 영천 선원동 철조여래좌상 (永川 仙源洞 鐵造如來坐像) (Iron Seated Buddha in Seonwon-dong, Yeongcheon)                                                      | 경북 영천시 임고면 환구길 144, 선정사 (선원리)       | 영천시             | 1969년 7월 30일 지정                                                       |      |
| 514호 |      | 영천 은해사 운부암 금동보살좌상 (永川 銀海寺 雲浮庵 金銅菩薩坐像) (Gilt-bronze Seated Bodhisattva at Unbuam Hermitage of Eunhaesa Temple, Yeongcheon)     | 경북 영천시 청통면 청통로 951, 은해사 (치일리)       | 은해사             | 1969년 7월 30일 지정                                                       |      |
| 515호 |      | 숙신옹주 가옥허여문기 (淑愼翁主 家屋許與文記) (Records of Property Inheritance to Princess Suksin)                                                        | 서울 용산구 서빙고로 137, 국립중앙박물관 (용산동6가) | 국립중앙박물관     | 1969년 7월 30일 지정                                                       |      |
| 516호 |      | 대구 무술명 오작비 (大邱 戊戌銘 塢作碑) (Ojakbi Monument with Inscription of "Musul Year," Daegu)                                                         | 대구 북구 산격동 1370 경북대학교박물관               | 경북대학교박물관   | 1969년 11월 7일 지정, 2010년 12월 27일 명칭변경                            |      |
| 517호 |      | 영천 청제비 (永川 菁堤碑) (Cheongjebi Monument, Yeongcheon)                                                                                               | 경북 영천시 도남동 산7-1                             | 안용환             | 1969년 11월 21일 지정, 2010년 12월 27일 명칭변경                           |      |

## 참고자료
- 문화재청 - 문화재 검색